# 歌うたい15 SINGLES BEST 1993〜2007
『歌うたい15 SINGLES BEST 1993〜2007』（うたうたいフィフティーン シングルス・ベスト 1993〜2007）は斉藤和義のベスト・アルバム。2008年8月6日発売。発売元はSPEEDSTAR RECORDS。

## 概要
斉藤和義のデビュー15周年を記念して、シングルタイトル曲（両A面含む）をリリース順に収録、そしてコラボレーション曲やインディーズ時代の曲や未発表ライブ音源も収録した3枚組ベスト・アルバム。

## 収録曲
全作詞・作曲・編曲:斉藤和義（特記以外）

### Disc1
1. 僕の見たビートルズはTVの中
  - 編曲:斉藤和義・松尾一彦
2. Rain Rain Rain
3. 君の顔が好きだ
4. 歩いて帰ろう（シングルバージョン）
  - 編曲:斉藤和義・松尾一彦
5. 彼女（シングルバージョン）
  - 編曲:斉藤和義・松尾一彦
6. deja vu
  - 編曲:斉藤和義・宮内和之
7. ポストにマヨネーズ
  - 編曲:斉藤和義&His Band
  - Hom Arrangement:水江洋一郎
8. 通りに立てば（シングルバージョン）
  - 編曲:斉藤和義・松尾一彦
9. 大丈夫
  - 編曲:斉藤和義・寺田創一
  - Strings Arrangement:溝口肇
10. 空に星が綺麗
  - 編曲:斉藤和義・松尾一彦
11. 砂漠に赤い花
  - 編曲:斉藤和義・片山敦夫
12. Baby,I LOVE YOU
13. 郷愁
14. 進め なまけもの
15. 幸福な朝食 退屈な夕食

### Disc2
1. 歌うたいのバラッド
  - Strings Arrangement:片山敦夫・溝口肇
2. Hey!Mr.Angryman
3. ソファ
4. アゲハ
5. 劇的な瞬間
6. ロケット
7. 月の向こう側
  - Strings Arrangement:村山達哉
8. やわらかな日
  - Hom Arrangement:佐野聡
9. 喜びの唄
  - 作曲:斉藤和義・CHARLEY DRAYTON
10. ぼくらのルール
11. 真夜中のプール
  - Strings&Horn Arrangement:村山達哉
12. 約束の十二月（シングルバージョン）
13. 誰かの冬の歌
14. FLY〜愛の続きはボンジュール!〜（シングルバージョン）
15. ハミングバード

### Disc3
1. ウエディング・ソング
  - 作詞:一倉宏
  - Strings Arrangement:中川俊郎
2. 君は僕のなにを好きになったんだろう
  - 作詞:一倉宏
3. ベリーベリーストロング 〜アイネクライネ〜（シングルバージョン）
  - 作詞:斉藤和義・伊坂幸太郎
4. 虹
5. 五秒の再会（斉藤和義と玲葉奈）
  - 作詞・作曲・編曲:斉藤和義と玲葉奈
6. オリオン通り（斉藤和義&浜崎貴司）
  - 作詞・作曲・編曲:斉藤和義・浜崎貴司
7. 世界を白くぬれ！  （ライブなどでの限定シングル、2005/1/29）
  - Strings Arrangement:村山達哉
8. 破れた傘にくちづけを  （ライブなどでの限定シングル、2006/10/20）

初回限定盤収録曲
1. RIDE ON THE SUN（未発表曲）
1998年にシングルとしてリリースする予定だったが見送られた曲。その代わりに作られた曲が「ソファ」である。
2. tokyo blues（ライブバージョン）
  - 編曲:斉藤和義&Hisband
3. 僕の見たビートルズはTVの中（ライブ弾き語りバージョン）
歌詞がオリジナルと若干異なる